# Dépression du Bodélé
La dépression du Bodélé est une dépression topographique située dans le désert du Djourab — un erg du Sahara —, au nord du Tchad, dont elle constitue le point le plus bas (181 m). Anciennement recouverte par le paléolac Tchad, elle possède une structure sédimentaire composée de diatomites.
Les particules de diatomites arrachées par le vent constituent la plus grande source de poussières au monde (20 % de la totalité). Cette émission de poussières résulte d'une interaction entre la topologie des lieux, la présence de la dépression, et du vent qui s'y développe (Bodele Low Level Jet). Des tempêtes s'y forment en moyenne 100 jours par an, entre octobre et mars. Cette poussière peut atteindre le bassin amazonien en dix jours, et, avec 50 millions de tonnes de poussières par an, pourrait correspondre à la moitié des apports fertilisants de l'Amazonie.

## Géographie
La dépression du Bodélé est située dans le désert du Djourab. Elle occupe la partie nord-est du bassin du lac Tchad, et est limitée au nord par la falaise de l'Angamma et plus loin par le Tibesti, à l'est par l'Ennedi et au sud-ouest par l'erg du Kanem. Elle comprend du nord vers le sud quatre petites régions, le Yayo, le Kiri, le Korou et le Toro, dont les noms sont plus usités localement que celui de Bodélé.
Située à une altitude de 181 m, elle est le point le plus bas du Tchad et la partie la plus profonde de l'ancienne mer paléo-tchadienne.
La ville de la zone est Faya-Largeau, située au nord-est de la dépression.

## Géologie
La dépression du Bodélé a accueilli un lac lors de la période plus humide que le Sahara a connu au cours de l’holocène, appelé méga lac Tchad. Lors de son assèchement, celui-ci se réduisit à l'actuel lac Tchad, laissant un dépôt de sédiments dans son ancien fond.

## Poussière
Cette dépression est considérée comme l'endroit le plus poussiéreux du monde.

### Formation de la poussière
Les diatomites issues de phases lacustres anciennes sont la source de cette poussière. Les petites particules de diatomite sont arrachées par un vent, l'harmattan, qui peut être violent et qui souffle fréquemment dans cette région.
La cohabitation spatiale de forts vents et de poussières n'est pas fortuite mais résulte d'un processus spécifique :
- la dépression contemporaine du Bodélé est démarquée par la topographie soumise au stress éolien, le maximum de poussière émise et le minimum altimétrique sont localisés au même endroit ;
- la topographie des massifs du Tibesti et de l'Ennedi joue un rôle clé dans la génération du "Bodele Low Level Jet" ;
- une accentuation de la dépression, du fait d'un Bodele Low Level Jet plus fort durant les climats secs, tel que le dernier maximum glaciaire, a probablement suffi pour créer une cuvette d'un lac peuplé de diatomites durant les phases plus humides (Holocène pluviale).

Ainsi, des liens durables existent entre la topographie, le vent, la dépression et les poussières, où la topographie agit comme le facteur contrôlant la durabilité de cette source de poussière. 
Cette grande source de poussière résulte d'un système opérant à l'échelle des paléoclimats.

### Bodele Low Level Jet
Le Bodele Low Level Jet est un courant apparaissant dans la dépression du Bodélé, et qui intervient dans les émissions de poussières. Ce courant engendre une pression maximale proche de 900 hPa, qui coïncide avec l’exutoire se situant au nord-est, entre les montagnes du Tibesti et le massif de l'Ennedi qui culminent à 3 415 m au Tibesti à l'Emi Koussi et à 1 450 mètres au Basso dans l'Ennedi, soit pour le Tibesti plus de 3 000 m au-dessus de la dépression du Bodélé. Les effets du massif du Tibesti sont révélés dans la création de flux à bas niveau au Nord-Est et au Sud de cette montagne. Bien que ce courant soit marqué au-dessus du Bodélé, il est absent dans le reste de l’Afrique de l'ouest sous les mêmes latitudes. C'est donc un phénomène unique engendré par le relief montagneux du nord du Tchad.
Ce Bodele Low Level Jet suit un cycle saisonnier. Il est actif d'octobre à mars et relativement inactif de juin à août. Cela coïncide avec les émissions de poussières.
En février 2005, la première expérimentation de terrain, la "Bodele Dust Experiment" ou BoDEx 2005, a eu lieu dans la dépression de Bodélé. Les vents de surface et la concentration en poussière et l'influence de la poussière sur le niveau de radiation ont été mesurés pour la première fois. Ce travail coïncida avec une émission de poussière durant laquelle le Bodele Low Level Jet a induit des vents de surface d'une vitesse de 16 m/s. La cartographie du cœur du Bodele Low Level Jet a été réalisée pour la première fois avec des données concernant le vent. Il a aussi été montré un cycle journalier bien marqué, avec un pic de vent ayant lieu à la mi-matinée. Durant la nuit, le Bodele Low Level Jet connait une inversion de flux à proximité de la surface du sol mais celle-ci s'essouffle quelques heures après le coucher du soleil, une fois que l'intense chaleur de surface induit des turbulences dans les couches d'air les plus basses.

### Tempêtes

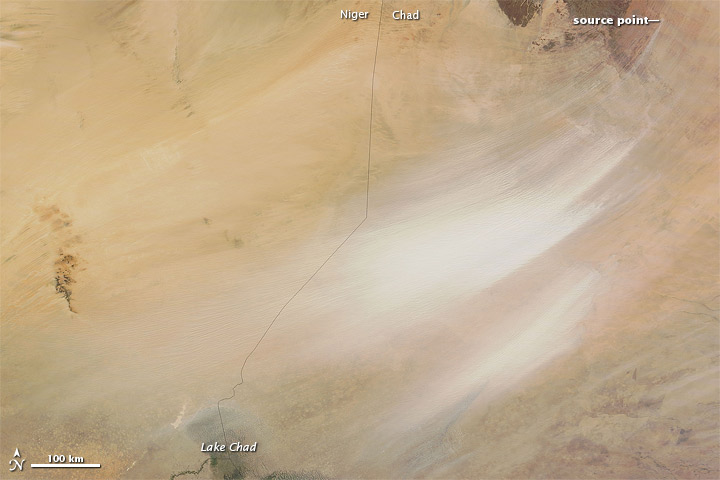
Image satellite d'une tempête de poussière en décembre 2011 entre la dépression du Bodélé en haut à droite et le lac Tchad en bas à gauche, au-dessus de la frontière entre le Tchad à droite et le Niger à gauche.

Des tempêtes de poussière se produisent en moyenne 100 jours par an. Le vent est canalisé entre les massifs de l'Ennedi et du Tibesti sur la dépression et engendre la principale source de poussière dans le monde (120 millions de tonnes par an et 20 % du total mondial).
Les grandes tempêtes de poussières peuvent apparaître comme un renforcement du Bodele Low Level Jet par les courants Libyan High et subtropical High Pressure belt,.
Durant la saison sèche, ce sont en moyenne 700 000 tonnes de poussière par jour qui sont ainsi arrachés au Bodélé.
Des recherches publiées en 2004, qui ont utilisé des images des satellites Terra et Aqua (instrument MODIS), indiquaient une vitesse de déplacement des tempêtes de 47 km/h dans la dépression du Bodélé, soit deux fois plus vite que ce qui était admis précédemment. La recherche a aussi mis en évidence que le vent doit atteindre un minimum de 36 km/h pour former une tempête de poussière,.
Un exemple de tempête massive eu lieu en février 2004, et souffla jusqu'au Cap-Vert,.

### Rôle fertilisant
Portée par les vents, cette poussière peut atteindre le bassin amazonien en Amérique du Sud en dix jours et contribue significativement à la fertilisation de l'Amazonie. Une partie tombe dans l'océan Atlantique et, par sa composition, contribue aux nutriments indispensables des phytoplanctons.
Des chercheurs ont affirmé en 2006 que plus de la moitié de la poussière nécessaire pour fertiliser la forêt pluviale amazonienne est fournie par la dépression du Bodélé, soit plus de 50 millions de tonnes par an,,. Contrairement à ce qui était admis jusque-là, ces chercheurs affirment aussi que la majeure partie de la poussière saharienne parvenant sur la côte Est des États-Unis provient de la dépression du Bodélé.

### Conséquence géologique
La direction du vent est si constante depuis des millions d'années que le flux d'air a creusé des marques dans le relief et laissé de grands couloirs éoliens de type yardang orientés du nord-est au sud-ouest, bien visibles par satellite.